# Lima Blanco
Lima Blanco is een gemeente in de Venezolaanse staat Cojedes. De gemeente telt 10.000 inwoners. De hoofdplaats is Macapo.